# Muziekfonds Jean Warland

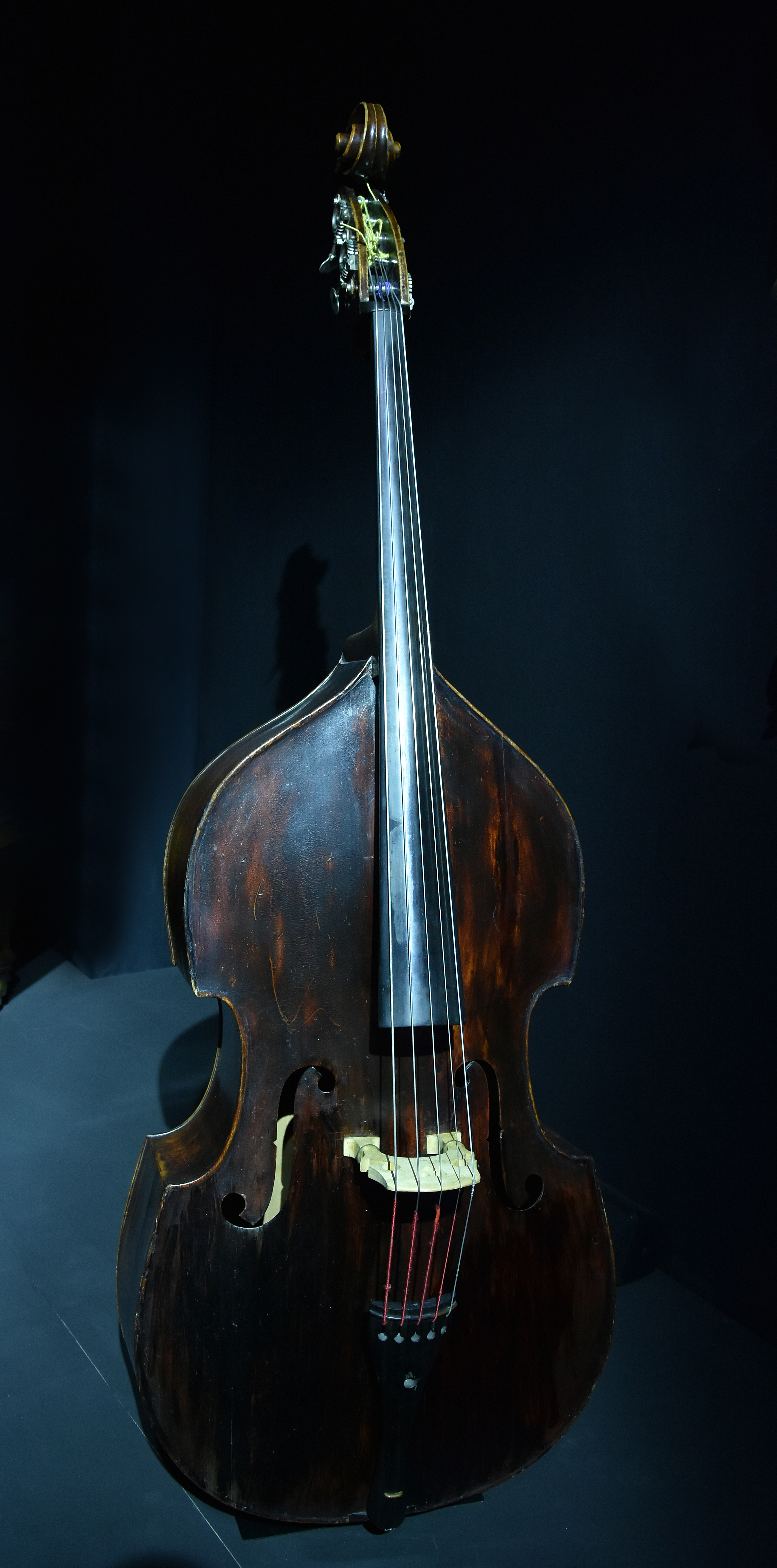
De contrabas van Jean Warland

Het Muziekfonds Jean Warland is een verzameling van muziekinstrumenten, accessoires en documenten van de Belgische jazzmuzikant Jean Warland, geboren als Jean Vanden Heuvel.

## Beschrijving
Naast muziekinstrumenten en accessoires omvat het fonds een uitgebreide internationale jazzdiscotheek, persoonlijke documenten (foto’s en dia’s die zijn muzikale carrière illustreren). Daarnaast zijn er honderden, meestal onuitgegeven opnames van concerten, jamsessies en studiorepetities. Opvallend zijn de “Django”-geluidsband en concertopnames van het project “Sax no End”.
Ook in de collectie aanwezig is er de onderste, bronzen cimbaal van een hihat die Kenny Clarke aan Jean Warland schonk en een elektrische accordeon Farfisa, model Transicord (1962-1980).

## Achtergrond
Jean Warland wordt algemeen beschouwd als de absolute Belgische nummer één van de jazzcontrabas van de 20e eeuw. Hij begeleidde Toots Tielemans, Ella Fitzgerald, Dizzy Gillespie en speelde als contrabassist bij bekende orkesten in binnen- en buitenland. Daarnaast was hij ook een bekend accordeonspeler.

## Geschiedenis
Het Muziekfonds Jean Warland werd in 2016 door het Erfgoedfonds van de Koning Boudewijnstichting (inventarisnummer: KBS 0135) aangekocht. Het wordt bewaard in het Muziekinstrumentenmuseum te Brussel.